# Antanas Impulevičius
Antanas Impulevičius, in lituano Antanas Impulevičius-Impulėnas (Panevėžys, 28 gennaio 1907 – Filadelfia, 4 dicembre 1970), è stato un militare lituano, maggiore delle forze armate lituane dal 1937, durante la seconda guerra mondiale fu il comandante del 12º battaglione della Schutzmannschaft, fu coinvolto nello sterminio di massa degli ebrei in Bielorussia.

## Biografia

### Carriera
Si diplomò alla scuola militare di Kaunas nel 1925. Dal 1925 al 1933, e dal 1934 al 1937, prestò servizio nei reggimenti di fanteria 7°, 5° e 3°, fu comandante del Palazzo Presidenziale di Kaunas. Dal novembre 1933 all'ottobre 1934 prestò servizio presso la 2ª divisione. Nel 1937 completò i corsi per ufficiali ad Aukštaitija e fu nominato capo del 2° dipartimento dello Stato maggiore delle forze armate lituane. Dal luglio 1939 al giugno 1940, fu un impiegato del dipartimento di addestramento dell'Unione dei fucilieri lituani (Lietuvos šaulių sąjunga). Nel 1929 è stato insignito della Croce di ufficiale dell'Ordine del Granduca di Lituania Gediminas e salì al grado di maggiore.
Nel 1940, Impulevičius fu arrestato dall'NKVD per attività antisovietiche, fu imprigionato e riuscì a fuggire nel giugno 1941 durante una rivolta antisovietica. Dopo l'ingresso delle truppe tedesche in Lituania, andò a prestare servizio nella Schutzmannschaft. Dall'agosto 1941 al novembre 1942 comandò il 2° battaglione di polizia lituano, poi ribattezzato 12º Battaglione Schutzmannschaft: questo battaglione fu famigerato per i massacri di ebrei, bielorussi, russi e altri in Bielorussia.
In qualità di comandante del battaglione diede il via libera all'esecuzione di oltre 46.000 persone compresi gli ebrei, di questi circa 9.000 furono prigionieri di guerra sovietici. In particolare, Impulevičius fu tra coloro che, insieme al suo battaglione, partecipò all'esecuzione di Maša Bruskina il 26 ottobre 1941 a Minsk; nel 2005, la giornalista tedesca Annegrit Eichhorn si suicidò scambiando un soldato fotografato sul luogo dell'esecuzione per suo padre, Karl Scheidemann, anche se si presume che potesse averlo confuso con Impulevičius. Tra il 25 e il 28 dicembre 1941 i poliziotti lituani e bielorussi di Impulevičius uccisero 940 ebrei a Berazino.
Nell'aprile-maggio 1944, fu al comando del distaccamento lituano di Kaunas e fu arrestato dai tedeschi, ma poi rilasciato. In seguito prestò servizio nel 1º Battaglione del 2º Reggimento delle Forze di Difesa della Patria. Nell'ottobre del 1944, dopo la sconfitta delle Forze di Difesa della Patria, Impulevičius fuggì in Germania, da dove si trasferì negli Stati Uniti nel 1949 dove ricevette asilo. Nel 1962, la Corte Suprema della RSS Lituana condannò a morte Impulevičius in contumacia in quanto criminale nazista, ma l'Unione Sovietica non riuscì mai a estradare Impulevičius dagli Stati Uniti.